# Мисаля
Миса̀ля (на италиански: Missaglia, на западноломбардски: Massaja, Масая) е градче и община в Северна Италия, провинция Леко, регион Ломбардия. Разположено е на 326 m надморска височина. Населението на общината е 8779 души (към 2014 г.).